# وینچنتسو توماسی
وینچنتسو توماسی (ایتالیایی: Vincenzo Tomassi؛ تلفظ نام کوچک در ایتالیایی: [vinˈtʃɛntso]؛ زادهٔ ۱۹ نوامبر ۱۹۳۷ - درگذشته در ۳۰ ژانویهٔ ۱۹۹۳) یک تدوین‌گر اهل ایتالیا بود.
وی با کارگردانانی چون جو داماتو، روجرو دئوداتو، انتسو جی. کاستلاری و به‌ویژه لوچو فولچی همکاری نزدیکی داشت.
از فیلم‌هایی که وی در آن‌ها نقش داشته‌است، می‌توان به سایه‌های ناآشنا در اتاقی خالی، پیرینوی باحال، برادر بشر، خواهر فاحشه، در بوکاچوی کاملاً ممنوعه، دکتر زنان دوجانبه، یک داستان عاشقانه، چیچو و فرانکو در سال اختلاف نظر، دجال، همسر باکره، امانوئل سیاه، امانوئل در بانکوک، امانوئل در آمریکا، امانوئل – خشونت علیه زنان چرا؟، هولوکاست ۲۰۰۰، پلی متل، زامبی ۲، کانیبال هولوکاست، رسوایی در خانواده و ماوراء اشاره نمود.